# Oospila dolens
Oospila dolens là một loài bướm đêm trong họ Geometridae.